# 塞尔茨河畔施瓦本海姆
塞尔茨河畔施瓦本海姆是德国莱茵兰-普法尔茨州的一个市镇。总面积9.49平方公里，总人口2593人，其中男性1298人，女性1295人（2011年12月31日），人口密度273人/平方公里。